# Бардуково (Московская область)
Бардуково — деревня в Талдомском районе Московской области Российской Федерации, в составе сельского поселения Гуслевское. Население — 51 чел. (2010).
Деревня имеет общую административную границу с деревней Павловичи.

## История
Материалов о прошлом деревни Бардуково сохранилось очень мало. Прежде деревня входила в Нушпольскую волость Александровского уезда Владимирской губернии под названием Бардуковской усадьбы. В списках земель частных землевладельцев 1889 года значится, что владелицей деревни была помещица М. П. Зилова, имевшая 366,5 десятины сельскохозяйственных угодий, из них 59,5 десятины леса. Земли оценивались в 3790 рублей. В 1905 году в усадьбе Бардуково имелся 1 двор с шестью постоянными жителями. После революции в Бардукове была создана коммуна «Центральная». Впоследствии на её базе образован колхоз, которым долгое время руководила коммунистка Матрёна Петровна Молчанова. Это хозяйство и в годы войны не снизило производства сельскохозяйственной продукции. В 1949 году оно объединилось с Павловическим колхозом. Главной усадьбой стало село Павловичи, председателем объединенного колхоза была вновь избрана Молчанова. В 1923 году в Павловичах была создана комсомольская ячейка на базе драматического кружка, который занимался в бывшем барском доме поместья Бардуково. В 1950 году деревня Бардуково вошла в объединенный колхоз «Дубна», на землях которого в марте 1969 года был создан совхоз «Красные всходы». В 1948 году в Павловичи и окружающие деревни пришло электричество, в 30 домах деревни Бардуково имелся водопровод.

## Население
| 1905 | 1926 | 2002 | 2006 | 2010 |
| ---- | ---- | ---- | ---- | ---- |
| 6    | ↗50  | ↘33  | ↗36  | ↗51  |